# Puente Gemarrin
El Puente Gemarrin es un puente romano en las inmediaciones de la antigua ciudad de Bosra, en el sur de Siria. El puente, que pertenecía a la calzada romana de Soada Dionysias (As-Suwayda), cruzaba el Wadi Zeidi algunos kilómetros al norte de Bosra. 
Hoy en día, la estructura se presenta esencialmente como un esqueleto de un arco: mientras que los tres arcos semicirculares, hechos de basalto local, todavía existen, la carretera y el relleno se han retirado para dejar al descubierto la parte superior de las bóvedas del arco.